# Coelichneumon graecus
Coelichneumon graecus là một loài tò vò trong họ Ichneumonidae.